# سروران
سروران (نام علمی: Archonta) نام یک راسته از رده پستانداران است.